# Аквабјанка II (Козенца)
Аквабјанка II (итал. Acquabianca II) је насеље у Италији у округу Козенца, региону Калабрија.
Према процени из 2011. у насељу је живело 43 становника. Насеље се налази на надморској висини од 364 м.